# Isophya uludaghensis
Isophya uludaghensis is een rechtvleugelig insect uit de familie sabelsprinkhanen (Tettigoniidae). De wetenschappelijke naam van deze soort is voor het eerst geldig gepubliceerd in 2003 door Hasan Sevgili en Klaus-Gerhard Heller.
De soort werd ontdekt op de berg Uludağ in de Turkse provincie Bursa, op 1500-1700 meter hoogte.